# Dylan Groenewegen
Dylan Groenewegen (Ámsterdam, 21 de junio de 1993) es un ciclista profesional neerlandés que desde 2022 corre para el Team Jayco AlUla.
Durante la primera etapa del Tour de Polonia 2020 se vio involucrado en una caída que ocasionó graves lesiones al ciclista neerlandés Fabio Jakobsen y que originó una gran polémica ya que fue acusado de una maniobra antideportiva. A raíz de ello, el 11 de noviembre la UCI lo sancionó sin poder competir durante nueve meses hasta el 7 de mayo de 2021.

## Palmarés
| 2013 - Vuelta a Holanda Septentrional - Kernen Omloop Echt-Susteren 2014 - 1 etapa del Tour de Normandía - Tour de Flandes sub-23 - Tour de Düren 2015 - Arnhem-Veenendaal Classic - Brussels Cycling Classic 2016 - 1 etapa de la Vuelta a la Comunidad Valenciana - 1 etapa de los Tres Días de Flandes Occidental - 1 etapa del Tour de Yorkshire - Flecha de Heist - Vuelta a Colonia - 1 etapa del Ster ZLM Toer - Campeonato de los Países Bajos en Ruta - Arnhem-Veenendaal Classic - 1 etapa de la Vuelta a Gran Bretaña - 1 etapa del Eneco Tour - Tour de Eurométropole 2017 - 1 etapa del Tour de Yorkshire - 2 etapas del Tour de Noruega - 2 etapas del Ster ZLM Toer - 3.º en el Campeonato de los Países Bajos en Ruta - 1 etapa del Tour de Francia - 1 etapa de la Vuelta a Gran Bretaña - 1 etapa del Tour de Guangxi 2018 - 1 etapa del Tour de Dubai - 2 etapas de la Vuelta al Algarve - Kuurne-Bruselas-Kuurne - 1 etapa de la París-Niza - 3 etapas del Tour de Noruega - 1 etapa del Tour de Eslovenia - 2 etapas del Tour de Francia - Veenendaal Veenendaal Classic - Campeonato de Flandes - 1 etapa del Tour de Guangxi | 2019 - 1 etapa de la Vuelta a la Comunidad Valenciana - 1 etapa de la Vuelta al Algarve - 2 etapas de la París-Niza - Tres Días de Brujas-La Panne - 3 etapas de los Cuatro Días de Dunkerque - 2 etapas del ZLM Tour - 1 etapa del Tour de Francia - 3 etapas de la Vuelta a Gran Bretaña - Tacx Pro Classic 2020 - 2 etapas de la Vuelta a la Comunidad Valenciana - 1 etapa del UAE Tour 2021 - 2 etapas del Tour de Valonia - 1 etapa de la Vuelta a Dinamarca 2022 - 2 etapas del Tour de Arabia Saudita - 1 etapa del Tour de Hungría - Veenendaal Veenendaal Classic - 1 etapa del Tour de Eslovenia - 1 etapa del Tour de Francia - 1 etapa de la Arctic Race de Noruega 2023 - 1 etapa del Tour de Arabia Saudita - 1 etapa del UAE Tour - 1 etapa del Tour de Hungría - Veenendaal Veenendaal Classic - 2 etapas del Tour de Eslovenia 2024 - Gran Premio Valencia - Tour de Limburgo - 1 etapa del Tour de Eslovenia - Campeonato de los Países Bajos en Ruta - 1 etapa del Tour de Francia 2025 - 1 etapa del Tour de Hungría - 2 etapas del Tour de Eslovenia - 3.º en el Campeonato de los Países Bajos en Ruta |

## Resultados en Grandes Vueltas y Campeonatos del Mundo
Durante su carrera deportiva ha conseguido los siguientes puestos en las Grandes Vueltas y en los Campeonatos del Mundo:
| Carrera         | Carrera         | 2012 | 2013 | 2014 | 2015 | 2016  | 2017  | 2018 | 2019  | 2020 | 2021 | 2022  | 2023  | 2024  | 2025  |
| --------------- | --------------- | ---- | ---- | ---- | ---- | ----- | ----- | ---- | ----- | ---- | ---- | ----- | ----- | ----- | ----- |
|                 | Giro de Italia  | —    | —    | —    | —    | —     | —     | —    | —     | —    | Ab.  | —     | —     | —     | —     |
|                 | Tour de Francia | —    | —    | —    | —    | 160.º | 156.º | Ab.  | 145.º | —    | —    | 116.º | 137.º | 135.º | 150.º |
|                 | Vuelta a España | —    | —    | —    | —    | —     | —     | —    | —     | —    | —    | —     | —     | —     | —     |
| Mundial en Ruta | Mundial en Ruta | —    | —    | —    | —    | 37.º  | —     | —    | —     | —    | —    | —     | —     | —     | —     |

—: no participa

Ab.: abandono

## Equipos
- Cyclingteam De Rijke (2012-2014)
- Roompot Oranje Peloton (2015)
- Jumbo (2016-2021)
  - Team LottoNL-Jumbo (2016-2018)
  - Team Jumbo-Visma (2019-2021)
- Jayco (2022-)
  - Team BikeExchange-Jayco (2022)
  - Team Jayco AlUla (2023-)